# Hulebo (naturreservat)
Hulebo är ett naturreservat i Kinda kommun i Östergötlands län.
Området är naturskyddat sedan 2006 och är 32 hektar stort. Reservatet omfattar södersluttningar till en höjd vid norra stranden av Nedre Emmaren invid gården Hulebo. Reservatet består av ädellövskog med många ekträd.